# Ehretia parallela
Ehretia parallela är en strävbladig växtart som beskrevs av Charles Baron Clarke. Ehretia parallela ingår i släktet Ehretia och familjen strävbladiga växter. Inga underarter finns listade i Catalogue of Life.